# Саша Брічгі
Са́ша Брі́чгі (нім. Sascha Britschgi; нар. 27 серпня 2006) — швейцарський футболіст, захисник клубу «Люцерн».

## Клубна кар'єра
Вихованець академії «Люцерна». 16 червня 2025 року підписав з клубом свій перший професіональний контракт, що розрахований до літа 2028 року.
26 липня 2025 року дебютував в основному складі «Люцерна» в матчі Суперліги проти «Грассгоппера», вийшовши з перших хвилин гри.

## Кар'єра в збірній
Виступав за збірні Швейцарії до 16 і до 19 років.

## Статистика виступів
Станом на 9 серпня 2025
| Клуб              | Сезон             | Чемпіонат         | Чемпіонат | Чемпіонат | Кубок | Кубок | Єврокубки | Єврокубки | Інші  | Інші | Всього | Всього |
| Клуб              | Сезон             | Дивізіон          | Матчі     | Голи      | Матчі | Голи  | Матчі     | Голи      | Матчі | Голи | Матчі  | Голи   |
| ----------------- | ----------------- | ----------------- | --------- | --------- | ----- | ----- | --------- | --------- | ----- | ---- | ------ | ------ |
| Люцерн            | 2025–26           | Суперліга         | 3         | 0         | 0     | 0     | —         | —         | —     | —    | 3      | 0      |
| Всього за кар'єру | Всього за кар'єру | Всього за кар'єру | 3         | 0         | 0     | 0     | 0         | 0         | 0     | 0    | 3      | 0      |